# Africophilus bartolozzii
Africophilus bartolozzii är en skalbaggsart som beskrevs av Rocchi 1991. Africophilus bartolozzii ingår i släktet Africophilus och familjen dykare. Inga underarter finns listade i Catalogue of Life.